# Wiktor Anatoljewitsch But

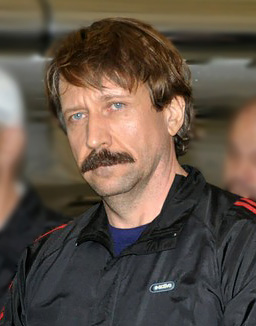
Wiktor But (2010)

Wiktor Anatoljewitsch But (russisch Виктор Анатольевич Бут, oft auch in französischer Transkription Viktor Bout oder Viktor But; * 13. Januar 1967 in Duschanbe, Tadschikische SSR) ist ein russischer Transportunternehmer, Waffenhändler und früherer Sowjetoffizier. Er trägt auch den Spitznamen Merchant of Death, zu deutsch Händler des Todes, den er vom britischen Minister Peter Hain erhielt. But betrieb seine Geschäfte bis zu seiner Verhaftung im Jahre 2008 teilweise ungehindert auch mit direkten Konfliktgegnern in Kriegen weltweit.
Am 2. November 2011 wurde er, unter anderem wegen Verschwörung zum Mord und Waffenhandel, von Geschworenen schuldig gesprochen. Das Bundesgericht in New York verkündete am 5. April 2012 das Mindeststrafmaß von 25 Jahren Haft sowie eine Geldstrafe in Höhe von 15 Millionen US-Dollar. But wurde im Dezember 2022 in einem Gefangenenaustausch freigelassen. Der zwischen den USA und Russland vereinbarte Austausch fand am Flughafen von Abu Dhabi statt.

## Leben
Wiktor But wurde am 13. Januar 1967 in Duschanbe als Sohn russischer Eltern geboren, es existieren jedoch auch andere Angaben zu seiner Geburt. Nachdem seinen Vorgesetzten sein besonderes Talent für Fremdsprachen aufgefallen war, besuchte er das sowjetische Militärinstitut für Fremdsprachen in Moskau. Im Anschluss besuchte er eine sowjetische Militärakademie. But hat einen Abschluss in Wirtschaft und spricht sechs Sprachen. Er war bis 1991 bei einem sowjetischen Luftwaffenregiment, davon zwei Jahre in Mosambik, gegen Ende des Bürgerkriegs. Es wird zum Teil berichtet, But sei Major des sowjetischen Geheimdienstes KGB gewesen, er selbst besteht jedoch darauf, nie Verbindungen zum KGB gehabt zu haben.
Nach dem Ende des Kalten Krieges und Niedergang des Warschauer Pakts gründete er in Moskau ein Transportunternehmen. Er weitete die Geschäfte auf die Vereinigten Arabischen Emirate aus und verlegte später den Hauptsitz seiner Firma in das Emirat Schardscha. Dort wuchs Buts Firma bis 1996 zum größten Lufttransportunternehmen des Emirats mit zeitweise 60 Flugzeugen und bis zu 1000 Angestellten.

### Waffenhandel
Nach den Anfängen im gewöhnlichen Transportunternehmen weitete But seine Geschäfte auf den Waffenhandel aus. Nach dem Ende des Kalten Kriegs herrschten bei den Armeen der Staaten des Warschauer Pakts zum Teil chaotische Zustände. Anfang der 1990er Jahre ließen sich mit den entsprechenden Beziehungen zu Militärs Kriegswaffen aus den riesigen Arsenalen auf dem Gebiet der ehemaligen Ostblockstaaten und den Nachfolgestaaten der Sowjetunion beschaffen. But erwarb Waffen unter anderem aus der Ukraine, Bulgarien, Rumänien, der Slowakei und Kirgisistan.
Die Abnehmer der von But gelieferten Waffen waren vor allem Konfliktparteien der diversen Bürgerkriege auf dem afrikanischen Kontinent. Berichten europäischer und amerikanischer Medien zufolge tätigte But Geschäfte unter anderem in Kamerun, der Demokratischen Republik Kongo, der Republik Kongo, der Zentralafrikanischen Republik, Ruanda, Sudan und Uganda. In Angola, so wird berichtet, habe er gleichzeitig Rebellen und Regierung mit Waffen beliefert und so dazu beigetragen, den Konflikt nicht zur Ruhe kommen zu lassen. Hervorzuheben sind ferner Buts Geschäfte in Liberia und Sierra Leone, die von einem Expertenausschuss der Vereinten Nationen (UN) untersucht und 2001 innerhalb eines Berichts zur Lage in Liberia ausführlich dargelegt wurden, was später zu UN-Sanktionen gegen But und seine Unternehmen führte. Während des liberianischen Bürgerkriegs lieferte But demnach trotz eines von den UN verhängten Embargos Kriegsgerät an Charles Taylor, dessen Truppen neben anderen Kriegsverbrechen und Gräueltaten auch für Zwangsrekrutierungen von Kindersoldaten berüchtigt waren. Taylor unterstützte mit den von But gelieferten Waffen auch die Revolutionary United Front im Nachbarland Sierra Leone. But ließ sich dabei auch mit „Blutdiamanten“ bezahlen. Stephen Rapp, Chefankläger der UN beim Sondergerichtshof für Sierra Leone, wirft But Verbrechen vor, die ihm langjährige Haftstrafen einbringen können.
Auch auf anderen Kontinenten vertrieb But Kriegsgerät. Nach amerikanischen Angaben verkaufte er auch Waffen an die kolumbianische Guerillabewegung FARC und belieferte die Hisbollah im Libanon. Buts Geschäfte in Afghanistan zeigen ein hohes Maß an Flexibilität, so belieferte er vor 1995 zunächst die Regierung von Präsident Burhānuddin Rabbāni. In der Folge zählten dann dessen Gegner, die Taliban, zu Buts Kundschaft, bis er 2001 seinen Kurs erneut den Machtverhältnissen anpasste und in Afghanistan nur noch die mit den Vereinigten Staaten verbündete Nordallianz versorgte. Inzwischen werfen die USA But auch die Ausrüstung anderer islamistischer Terrorgruppierungen vor, neben den Taliban auch Al-Qaida und Abu Sajaf auf den Philippinen.
But selbst dementierte bei seinen wenigen öffentlichen Äußerungen bisher meist jede Beteiligung an Waffengeschäften. In einem Radiointerview bei Echo Moskwy im Jahr 2002 bestritt But insbesondere, jemals die Taliban oder Al-Qaida beliefert oder Kontakte zu diesen Gruppierungen gehabt zu haben. Bei einem Gespräch mit dem US-Journalisten Peter Landesman im Jahr 2003 räumte But auf ein Nachhaken hin eine Beteiligung am Waffenhandel ein, erklärte aber, dass nach seiner Ansicht keines seiner Geschäfte illegal gewesen sei. Bei Interviews im März 2009 mit Nick Paton Walsh für den britischen Observer und Channel 4 News bestritt But zunächst wieder jede Beteiligung an Waffengeschäften und wiederholte, zu keinem Zeitpunkt Verbindungen zu Al-Qaida gehabt zu haben. But erklärte aber auf Nachfragen hin, nicht ausschließen zu können, dass ohne sein Wissen in seinen Flugzeugen Waffen transportiert worden seien. Später in dem Interview bestätigte er auch, 1996 Waffen nach Afghanistan an die Regierung geliefert zu haben.

### Sanktionen und Verhaftung
Im Jahr 2001 wurden in der Folge des UN-Expertenausschussberichts Wirtschaftssanktionen gegen But erlassen. Wegen seiner Geschäfte in Liberia wurde von der UNO ein Reiseverbot verhängt sowie die Bankkonten Buts und verschiedener von ihm geführten Luftfrachtunternehmen eingefroren.
2002 erließ Belgien einen Haftbefehl gegen But, ihm wurde Geldwäsche und Diamantenschmuggel vorgeworfen. Er setzte sich nach Russland ab, wo er keine Auslieferung zu befürchten hatte, und lebte in der folgenden Zeit in Moskau.
Buts Flugzeuge leisteten keineswegs ausschließlich Logistik-Dienste für Warlords und Diktatoren. Schon in den 1990er Jahren flog er auch UN-Friedenstruppen nach Somalia. Zu seinen Geschäftspartnern gehörte die britische Regierung, für die er Soldaten und Material in den Kosovo flog. Die US-Regierung nahm auch 2002, nach dem Inkrafttreten der ersten UN-Sanktionen, die Transportdienste von Buts Firmen in Anspruch. In den ersten Monaten nach dem Sieg der US-Truppen im Irakkrieg 2003 flogen Buts Flugzeuge Material für die amerikanische Armee, als andere Fluglinien den noch unsicheren Flughafen Bagdad nicht ansteuerten. 2004 und 2005 zählte der amerikanische Militärdienstleister KBR, zu jener Zeit noch ein Tochterunternehmen von Halliburton, zu Buts größten Kunden. 2004 unternahm die Regierung von George W. Bush sogar einen gescheiterten Versuch, die UN-Sanktionen gegen But aufheben zu lassen. 2004 begann dann allerdings die schrittweise Umsetzung der UN-Sanktionen gegen But in den USA. Im Juli 2004 erließ der US-Präsident die Executive Order 13348 zur Umsetzung der UN-Resolutionen betreffs Liberia. In der Folge wurde But am 26. April 2005 schließlich vom US-amerikanischen Finanzministerium auf die schwarze Liste gesetzt, und die Bankkonten seiner Unternehmen wurden eingefroren.
Am 6. März 2008 wurde Wiktor But zusammen mit seinem Geschäftspartner Andrew Smulian in Thailand verhaftet. Die Festnahme gelang der thailändischen Polizei unter Mithilfe der US-amerikanischen Drogenbehörde DEA, die But vorwarf, auch Drogen als Bezahlung für Waffen zu akzeptieren und in seinen Flugzeugen zu transportieren. Nachdem sich Agenten der Behörde bei But erfolgreich als an einem Waffengeschäft interessierte Vertreter der kolumbianischen FARC vorstellen konnten, gelang es, ihn zu einem Treffen in Bangkok zu bewegen, was schließlich zu seiner Festnahme führte. Die Strafverfolger präzisierten im folgenden Gerichtsprozess in den USA, die als kolumbianische Rebellen getarnten Agenten hätten But mitgeteilt, dass sie von ihm unter anderem Flugabwehrraketen zum Abschuss von Passagierflugzeugen erwerben wollten. Dabei wollten sie „ein paar Amerikaner umbringen“. Nur weil But dagegen keine Einwände hatte, wurde trotz seiner Verhaftung in Thailand die Anklage in den USA möglich.

### Auslieferungsverfahren
Die USA beantragten daraufhin seine Auslieferung und warfen ihm die Ausrüstung terroristischer Organisationen vor. Auch der Chefankläger der UN beim Sondergerichtshof für Sierra Leone hatte eine Auslieferung Buts an das Gericht in Den Haag beantragt.
Bei einer gerichtlichen Anhörung im September 2008 erklärte Buts Verteidiger, sein Mandant sei unschuldig und werde illegal festgehalten. Die russische Staatsduma verabschiedete im selben Monat eine Unterstützungserklärung: In Buts Fall seien politische Motive vorhanden und es werde versucht, diese Angelegenheit mit dem Kampf gegen den internationalen Terrorismus in Verbindung zu bringen, und so die Interessen und die Reputation Russlands zu beschädigen. Es sei notwendig, so die Parlamentarier weiter, die Bemühungen zum Schutz Wiktor Buts vor unrechtmäßiger Verfolgung zu intensivieren, und seine Rückkehr nach Russland zu ermöglichen.
Am 11. August 2009 entschied ein thailändisches Gericht gegen eine Auslieferung Buts an die USA. But blieb allerdings in Thailand in Haft, da die thailändische Staatsanwaltschaft Einspruch gegen das Urteil einlegte. Im März 2010 wurde ein neues Auslieferungsverfahren gegen But eröffnet.
Am 20. August 2010 revidierte das thailändische Berufungsgericht das Urteil von 2009 und entschied letztinstanzlich, dass But innerhalb von drei Monaten an die USA auszuliefern sei. Die Entscheidung des Gerichts wurde von Russlands Außenminister Sergei Lawrow als „politisch motiviert“ kritisiert und er erklärte, der Beschluss sei nach den ihm vorliegenden Informationen traurigerweise auf sehr starken Druck von außen zustande gekommen. Er kündigte an, Russland werde alles tun, um But wieder in die Heimat zu holen. Der thailändische Ministerpräsident Abhisit Vejjajiva wies die Vorwürfe zurück, es sei keine Frage der Politik oder der Bevorzugung einer Seite (Russlands oder der USA) gewesen. Die letztgültige Entscheidung zur Auslieferung lag bei Premier Abhisit Vejjajiva.

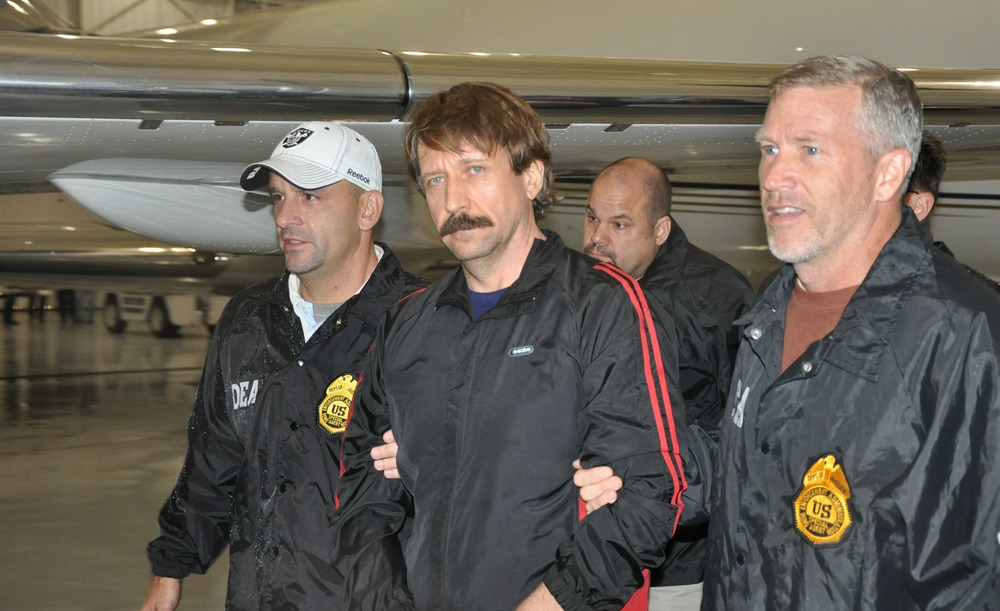
Wiktor But (Mitte) am 16. November 2010 bei seiner Auslieferung an die USA

Mitte November 2010 entschied die thailändische Regierung unter Premier Vejjajiva, But an die USA auszuliefern. Kurz darauf wurde But mit einem US-Flugzeug aus Thailand ausgeflogen und traf am 16. November 2010 in New York ein. Dort wurde er in ein Hochsicherheitsgefängnis überstellt. Nach Auffassung der damaligen US-Regierung würde die Auslieferung von But die Beziehungen zwischen den USA und Russland nicht beeinträchtigen.

### Strafverfolgung und Verurteilung
But wurde in den USA in ein New Yorker Gefängnis überstellt. Das gerichtliche Vorverfahren gegen ihn vor dem Bezirksgericht New York Süd wegen Waffenhandels und Terrorismus fand im Januar 2011 statt. Buts Frau hatte damals einen Haftverschonungsantrag gegen Kaution angekündigt, deren Bezahlung laut Verwandten Buts vom russischen Staat erwartet werde; Buts weltweites Vermögen in Höhe von mutmaßlich 6 Milliarden USD wird geleugnet. But soll in thailändischer Haft eine Infektion mit offener Tuberkulose erlitten haben, derentwegen er medikamentös behandelt wurde. But bestritt alle strafrechtlichen Anschuldigungen. Gegenüber der russischen Nachrichtenagentur RIA Nowosti erklärte But Anfang 2011, er habe einen „Deal“ mit der Staatsanwaltschaft abgelehnt und erwarte kein faires Verfahren. Vor seiner Auslieferung an die USA im November 2010 soll But demgegenüber noch die Erwartung eines Freispruchs in seinem Gerichtsverfahren geäußert haben.
Nach einer einmonatigen Verschiebung begann der Prozess gegen But am 11. Oktober 2011. Am 2. November 2011 befanden die Geschworenen But in allen vier Anklagepunkten für schuldig: wegen Verschwörung zur Tötung von US-Bürgern, zur Tötung von US-Regierungsmitarbeitern und zum Abschuss von Flugzeugen sowie wegen Waffenhandel. Sein Anwalt kündigte Berufung gegen das Urteil an. Als Zeuge im Prozess trat sein früherer Geschäftspartner Andrew Smulian auf, mit dem But 2008 in Thailand festgenommen wurde. Smulian bekannte sich im Gegensatz zu But in seinem eigenen Verfahren für schuldig und wurde wegen seiner engen Kooperation mit den US-Behörden nur zu fünf Jahren Haft verurteilt.
Das Bundesgericht in New York verkündete am 5. April 2012 das Mindeststrafmaß von 25 Jahren Haft für But sowie eine Geldstrafe in Höhe von 15 Millionen US-Dollar. Buts Anwalt kündigte Berufung an. Die russische Regierung kritisierte das Urteil. Das russische Außenministerium teilte mit, die US-amerikanische Justiz habe „die Argumente der Verteidigung ignoriert und offenkundig einen politischen Auftrag umgesetzt“. Der russische Außenminister Sergei Lawrow kündigte an, Russland werde alles daran setzen, um But nach Hause zu holen. But ging gegen das Urteil in Berufung mit der Begründung, die Strafverfolgung gegen ihn sei politisch motiviert. Das Berufungsgericht in New York verwarf dieses Rechtsmittel und bestätigte das Strafmaß. But verbüßte seine Haftstrafe seit Juni 2012 im United States Penitentiary Marion, einem Gefängnis mit mittlerem Sicherheitsstandard.

### Gefangenenaustausch
Kremltreue Medien brachten im Juli 2022 zum Ausdruck, dass But gegen die zwischenzeitlich in Russland wegen Drogenbesitzes zu neun Jahren Haft verurteilte US-amerikanische Basketballspielerin der US-Profiliga WNBA Brittney Griner und den ebenfalls dort festgehaltenen US-Amerikaner Paul Whelan ausgetauscht werden könnte. Am 4. November 2022 wurde Griner in ein russisches Straflager verlegt, dessen Ort als unbekannt galt. Am 17. November gaben ihre Anwälte bekannt, dass Griner in die Strafkolonie IK-2 in der russischen Teilrepublik Mordowien gebracht wurde, die für eine mangelhafte Gesundheitsversorgung berüchtigt ist. Am nächsten Tag signalisierte die Führung in Moskau erneut Interesse an einem Gefangenenaustausch, in dem Griner gegen But ausgetauscht werden sollte. Russland soll auch vorgeschlagen haben, Griner für den in Deutschland wegen des Tiergartenmordes zu lebenslanger Freiheitsstrafe verurteilten FSB-Agenten Wadim Nikolajewitsch Krassikow auszutauschen.
Am 8. Dezember 2022 wurde der trotz der Spannungen im Zuge des Ukraine-Krieges ausgehandelte Austausch vollzogen und But kam frei. Sowohl Griner als auch But seien zuvor begnadigt worden. But flog noch am gleichen Tag über den Flughafen Abu Dhabi nach Moskau. Laut Medienberichten habe die russische Menschenrechtsbeauftragte Tatjana Moskalkowa betont, dass der russische Präsident Wladimir Putin sich persönlich für die Freilassung Buts eingesetzt habe. In Russland wurde Buts Freilassung als Sieg Moskaus gewertet.

### Politische Laufbahn
Kurz nach seiner Ankunft trat But der nationalistisch-rechtspopulistischen Liberal-Demokratischen Partei Russlands bei, was vom Parteivorsitzenden Leonid Sluzki bestätigt wurde. In seinem ersten Interview seit seiner Freilassung sagte But gegenüber dem staatlichen Sender RT, dass der Westen in den Jahren seit der Auflösung der Sowjetunion versucht habe, „Russland zu zerstören und zu spalten“.
Wiktor But wurde ins Parlament der Region Uljanowsk gewählt.

### Erneuter Waffenhandel
Laut The Wall Street Journal und The New York Times ist But seit 2024 wieder Akteur im Waffen- und Rüstungshandel. Den Berichten zufolge steht er in Verhandlungen mit den Huthi-Rebellen.

## Privates
Wiktor But ist verheiratet und hat eine Tochter. Seine Frau lebt in Moskau. Im Jahr 2019 konnte die Familie zum ersten Mal einen Gefängnisbesuch in den USA durchführen.

## Filmische Rezeption
Die Hauptfigur Yuri Orlov, gespielt von Nicolas Cage, in dem 2005 veröffentlichten Film Lord of War – Händler des Todes ist teilweise Wiktor But nachempfunden.
Im Jahr 2014 wurde eine Dokumentation mit dem Titel The Notorious Mr. Bout (Der berüchtigte Hr. But) veröffentlicht.

## Reportagen
- Händler des Todes – Der Fall Viktor Bout in: BBC Germany, Information zur BBC-Dokumentation (Archiv)
- Das private Filmarchiv des Waffenhändlers Wiktor But in: Spiegel TV Magazin vom 30. Januar 2011 (Video Teil 1, Teil 2).